# 神林村 (長野県)
神林村（かんばやしむら）は長野県中西部に存在した村である（1875年10月25日-）。1954年8月1日に昭和の大合併で松本市に編入された。

## 地理
- 河川：鎖川
- 最低標高：615m
- 最高標高：624m

最低標高と最高標高の差が9mしかない平坦な村であった。

## 歴史
- 1874年（明治7年）10月25日 - 筑摩県筑摩郡水代村・上神林村・下神林村・梶海渡村が合併して神林村となる。
- 1876年（明治9年）8月21日 - 長野県の所属となる。
- 1879年（明治12年）1月4日 - 郡区町村編制法の施行により、東筑摩郡の所属となる。
- 1889年（明治22年）4月1日 - 町村制の施行により、神林村が単独で自治体を形成。
- 1954年（昭和29年）8月1日 - 松本市に編入。同日神林村廃止。

## 行政
- 廃止時の村長：塩原国男（1951年4月23日就任）
  - 助役：倉科求
  - 収入役：藤牧垣宏

## 教育
- 神林村立神林小学校
- 組合立菅野中学校

## 交通

### 道路
- 長野県道48号松本環状高家線
- 長野県道296号松本空港線